# Sara Forestier
Sara Forestier (Copenaghen, 4 ottobre 1986) è un'attrice francese.

## Biografia
All'età di tredici anni, mentre accompagna una sua amica a un casting, Sara Forestier muove i primi passi nel mondo dello spettacolo. In seguito alle sue prime audizioni, ottiene dei piccoli ruoli come figurante.
Nel 2004 si mette in luce con il suo primo ruolo da protagonista in La schivata, per il quale vince il Premio César come migliore promessa femminile. Nel 2006 interpreta Hell, diretto da Bruno Chiche, tratto dal romanzo di Lolita Pille.
Nel 2010 interpreta il ruolo della cantante France Gall in Gainsbourg (vie héroïque), film biografico su Serge Gainsbourg. 
A distanza di sei anni dal successo ottenuto con La schivata, conquista il Premio César per la migliore attrice per Le Nom des gens, prevalendo a sorpresa sulle più quotate Catherine Deneuve e Kristin Scott Thomas.

## Filmografia

### Attrice
- Les Fantômes de Louba, regia di Martine Dugowson (2001)
- La Guerre à Paris, di Yolande Zauberman (2002)
- Quelques jours entre nous, di Virginie Sauveur (2003) (TV)
- La schivata (L'Esquive), regia di Abdellatif Kechiche (2003)
- À cran, deux ans après, di Alain Tasma (2004) (TV)
- Les Courants, di Sofia Norlin (2005) (cortometraggio)
- Un fil à la patte, regia di Michel Deville (2005)
- Le Courage d'aimer, regia di Claude Lelouch (2005)
- Per sesso o per amore? (Combien tu m'aimes?), di Bertrand Blier (2005)
- Hell, di Bruno Chiche (2006)
- Asterix e i vichinghi (Astérix et les Vikings), regia di Stefan Fjeldmark e Jesper Møller (2006) (voce)
- Alcuni giorni in settembre (Quelques jours en septembre), regia di Santiago Amigorena (2006)
- Profumo - Storia di un assassino (Perfume: The Story of a Murderer), regia di Tom Tykwer (2006)
- Jean de La Fontaine, le défi, di Daniel Vigne (2007)
- Chacun son cinéma, episodio Cinéma érotique, regia di Roman Polański (2007)
- Angie, regia di Olivier Megaton - cortometraggio (2007)
- Vieillesse ennemie, regia di Marc Obin - cortometraggio (2008)
- Sandrine nella pioggia, regia di Tonino Zangardi (2008)
- Humains, regia di Jacques-Olivier Molon e Pierre-Olivier Thevenin (2009)
- Gli amori folli (Les herbes folles), regia di Alain Resnais (2009)
- Victor, regia di Thomas Gilou (2009)
- Gainsbourg (vie héroïque), regia di Joann Sfar (2010)
- Le Nom des gens, regia di Michel Leclerc (2010)
- HH, Hitler à Hollywood, regia di Frédéric Sojcher (2010)
- Una notte (Une nuit), regia di Philippe Lefebvre (2012)
- Télé gaucho, regia di Michel Leclerc (2012)
- Mes séances de lutte, regia di Jacques Doillon (2013)
- Suzanne, regia di Katell Quillévéré (2013)
- A testa alta (La tête haute), regia di Emmanuelle Bercot (2015)
- Roubaix, una luce nell'ombra (Roubaix, une lumière), regia di Arnaud Desplechin (2019)
- Donne di mondo (Filles de joie), regia di Frédéric Fonteyne e Anne Paulicevich (2020)
- Tre amiche (Trois Amies), regia di Emmanuel Mouret (2024)

### Regista
| Anno | Titolo        | Accreditata | Accreditata    | Note          |
| Anno | Titolo        | Regista     | Sceneggiatrice | Note          |
| ---- | ------------- | ----------- | -------------- | ------------- |
| 2008 | Un, deux, toi | Si          |                | Cortometraggi |
| 2009 | T Moi         | Si          |                | Film brevi    |
| 2017 | M             | Si          | Si             |               |

## Riconoscimenti
- Premi César
  - 2005: migliore promessa femminile – La schivata
  - 2011: migliore attrice – Le Nom des gens
- Prix Suzanne Bianchetti 2004
- Festival international du film d'Amour de Mons 2004: miglior interpretazione femminile (con Sabrina Ouazani e Nanou Benahmou)
- Étoile d'or 2005: miglior rivelazione femminile – La schivata